# Eleutherodactylus lucioi
Eleutherodactylus lucioi är en groddjursart som beskrevs av Schwartz 1980. Eleutherodactylus lucioi ingår i släktet Eleutherodactylus och familjen Eleutherodactylidae. IUCN kategoriserar arten globalt som akut hotad. Inga underarter finns listade i Catalogue of Life.